# Observateurs à l'Assemblée générale des Nations unies
L'Assemblée générale des Nations unies a accordé le statut d'observateur aux organisations internationales, aux entités et aux États non membres des Nations unies, pour leur permettre de participer aux travaux de l'Assemblée générale des Nations unies, mais avec des limitations.
L'Assemblée générale détermine les droits et privilèges qu'elle accorde à chaque observateur, au-delà de ceux prévus lors de la Conférence de 1986 sur les traités entre États et organisations internationales. À titre exceptionnel, l'Union européenne (UE) s'est vu accorder en 2011 le droit de prendre la parole lors des débats, de soumettre des propositions de texte et des amendements, de répondre, de soulever des motions d'ordre et de diffuser des documents, etc. L'UE est la seule organisation internationale à détenir ces droits renforcés, qui ont été comparés aux droits d'un membre à part entière, à l'exception du droit de vote.
Le statut d’observateur peut être accordé par une résolution de l’Assemblée générale des Nations unies. Le statut d’observateur permanent est basé uniquement sur la pratique de l’Assemblée générale et il n’existe aucune disposition à ce sujet dans la Charte des Nations unies. La pratique consiste à faire la distinction entre les observateurs étatiques et non étatiques. Les États non membres sont membres d’une ou de plusieurs institutions spécialisées et peuvent demander le statut d’État observateur permanent. Les observateurs non étatiques sont des organisations internationales, tant les organisations intergouvernementales que les organisations non gouvernementales, et d’autres entités.

## Observateurs étatiques non membres
L’Assemblée générale peut inviter des entités non membres à participer aux travaux de l’Organisation des Nations unies sans adhésion formelle. Elle l’a fait à de nombreuses reprises. Ces participants sont qualifiés d’observateurs, certains d’entre eux pouvant être classés comme observateurs étatiques non membres. La plupart des anciens États observateurs ont accepté le statut d’observateur à un moment où ils avaient demandé à devenir membres mais n’ont pas pu l’obtenir, en raison du veto réel ou potentiel d’un ou plusieurs membres permanents du Conseil de sécurité. L’octroi du statut d’observateur est accordé uniquement par l’Assemblée générale ; il n’est pas soumis à un vote du Conseil de sécurité.
Dans certaines circonstances, un État peut choisir de devenir observateur plutôt que membre à part entière. Par exemple, pour préserver sa neutralité tout en participant à aux travaux de l'Assemblée générale, la Suisse a choisi de rester un État observateur permanent non membre de 1948 jusqu’à son adhésion en 2002.

### Observateurs étatiques actuels
En 2019, il y a deux observateurs étatiques permanent au sein de l'Assemblée générale des Nations unies : le Saint-Siège et l'État de Palestine. Les deux observateurs sont décrits par l'Assemblée elle même comme ayant reçu « une invitation permanente à participer en qualité d’observateurs aux sessions et aux travaux de l’Assemblée générale et ayant une mission permanente d’observation au Siège de l’ONU ».
Le Saint-Siège a obtenu sans controverse son statut d’État observateur permanent non membre en 1964. Le Saint-Siège n'a pas souhaité adhérer aux Nations unies en tant que membre parce que « l'adhésion à l'organisation ne semble pas être conforme aux dispositions de l'article 24 des Accords du Latran, notamment en ce qui concerne le statut spirituel et la participation à un éventuel recours à la force». Depuis le 6 avril 1964, le Saint-Siège a accepté le statut d'État observateur permanent, considéré comme une courtoisie diplomatique, pour lui permettre de participer aux activités humanitaires de l'ONU et à la promotion de la paix.
En 2012, la Palestine est passé d'« entité observatrice non membre » à « État observateur non membre », ce que beaucoup ont qualifié de « symbolique ». Ce changement fait suite à la demande de la Palestine d’adhérer pleinement à l’ONU en 2011 dans le cadre de la campagne Palestine 194, visant à donner aux Palestiniens un moyen de pression supplémentaire dans leurs relations avec Israël. La demande n’a pas été soumise au vote du Conseil de sécurité de l’ONU. Avec le changement de statut, le secrétariat des Nations unies a estimé que la Palestine avait le droit de devenir partie aux traités dont le secrétaire général des Nations unies est le dépositaire. Le 17 décembre 2012, le chef du protocole de l'ONU, Yeocheol Yoon, a déclaré que « la désignation d'« État de Palestine » sera utilisée par le secrétariat dans tous les documents officiels des Nations unies ».
Les sièges dans la salle de l'Assemblée générale sont disposés de manière à ce que les États observateurs non membres soient assis immédiatement après les États membres de l'ONU et avant les autres observateurs. Le 10 septembre 2015, l’Assemblée générale a décidé d’approuver la levée au siège de l’ONU des drapeaux des États observateurs non membres aux côtés de ceux des 193 États membres de l’ONU.
| État non membre   | Date | Détails additionnels |
| ----------------- | --- | --- |
| Vatican           | 6 avril 1964: statut d'observateur étatique permanent accordé 1er juillet 2004 : obtient les mêmes droits qu'un État membre à l'exception du droit de vote, de celui de soumettre des proposition de résolution sans co-parrainage, et celui de proposer des candidats (A/RES/58/314) | L'entité souveraine avec la qualité d'État sur la cité du vatican. |
| État de Palestine | 14 octobre 1974 : l'Assemblée générale reconnait l'Organisation de libération de la Palestine (OLP) en tant que représentant de la population palestinienne et lui a accordé le droit de participer à toutes les délibérations de l'Assemblée sur la question palestinienne lors des séances plénières (A/RES/3210 (XXIX))22 novembre 1974 : statut d'observateur permanent (A/RES/3237 (XXIX)) 9 décembre 1988 : accorde le droit de faire circuler des communications sans intermédiaire (A/RES/43/160) 15 décembre 1988 : changement de la désignation pour « Palestine » (A/RES/43/177) 7 juillet 1998 : accorde des droits supplémentaires tels que celui de participer au débat général (A/RES/52/250)29 novembre 2012 : changement de statut pour État non membre observateur (A/RES/67/19):16 octobre 2018 : accorde temporairement des droits supplémentaires pendant que la Palestine préside le Groupe des 77 en 2019 (A/RES/73/5)10 mai 2024 : accorde des droits supplémentaires, tels que celui de s'asseoir avec les États membres, de faire des propositions et ajouter des points à l'ordre du jour, de participer aux commissions, sans le droit de vote (A/ES-10/23) | 28 octobre 1974 : OLP est reconnue « seule représentante du peuple palestinien » par le participants au septième sommet arabe (puis par une centaine d'États avec lesquelles la Palestine entretien des relations diplomatiques et par Israël), 22 novembre 1974 : l'OLP est reconnues comme compétente pour toutes les questions concernant la Palestine par l'Assemblée et le droit des palestiniens à l' autodétermination et à la souveraineté. 15 novembre 1988 : l'OLP proclame unilatéralement l' État de Palestine 4 mai 1994 : l'OLP établit Autorité nationale palestinienne sur le territoire palestinien suivant les Accords d'Oslo 7 juillet 1998 : l'OLP se voit attribuer un siège dans la salle de l'Assemblée générale après les États observateurs non membre et immédiatement avant les autres observateurs 23 septembre 2011 : demande d'adhésion de l'État de Palestine 17 décembre 2012 : Yeocheol Yoon, chef du protocole de l'ONU décide de l'utilisation de la dénomination État de Palestine dans tous les documents officiels de l'ONU |

#### Cas particuliers
- Les Îles Cook et Niue, tous deux États en libre association avec la Nouvelle-Zélande, sont membres de plusieurs agences spécialisées des Nations unies et leur « pleine capacité de conclure des traités » a été reconnue par le secrétariat des Nations unies en 1992 et 1994 respectivement[22],[23]. Les Îles Cook ont exprimé le désir de devenir un État membre de l'ONU, mais la Nouvelle-Zélande a déclaré qu'elle ne soutiendrait pas la candidature sans un changement dans leur relation constitutionnelle, en particulier le droit des habitants des Îles Cook à la citoyenneté néo-zélandaise[24].
- La république de Chine, communément appelée Taïwan, était un membre fondateur des Nations unies représentant la Chine, qui était divisée entre la Chine nationaliste et la république populaire de Chine (RPC) depuis la guerre civile chinoise. Cependant, la résolution 2758 de l'Assemblée générale des Nations unies de 1971 a transféré le siège de la Chine à l'ONU de la république de Chine à la RPC. Depuis lors, Taïwan cherche à récupérer sa participation aux activités de l’ONU. Diverses méthodes ont été envisagées, y compris la demande de statut d’observateur[25], mais Taïwan a finalement choisi de soumettre des demandes plus vagues qui ne précisaient pas la forme de participation qu’il recherchait entre 1993 et 2006[26],[27]. Ces demandes ont été systématiquement rejetées en raison de la reconnaissance par l'ONU de la RPC comme « représentant légitime de la Chine auprès des Nations unies »[28]. Le secrétaire général de l'ONU a conclu de la résolution que l'Assemblée générale considérait Taiwan comme une province de la Chine plutôt que comme un État indépendant (ce que la république de Chine conteste), et qu'il n'était donc pas éligible pour devenir partie aux traités dont le secrétaire général de l'ONU est le dépositaire[29].
- D’autres pays sont reconnus par les Nations unies comme n’étant pas autonomes et figurent sur la liste des territoires non autonomes des Nations unies, mais sont représentés à l’ONU par l'État membre qui les administre respectivement[30].

### Anciens observateurs non membres
Seize anciens États non membres se sont également vu accorder le statut d’observateur,. Quatorze de ces États sont finalement devenus membres des Nations unies. Les deux autres constituent un cas particulier unique.
La plupart des anciens États observateurs non membres ont accepté ce statut à un moment où ils avaient demandé leur adhésion mais n’ont pas pu l’obtenir, en raison du veto (apposé ou potentiel) d’un ou plusieurs membres permanents du Conseil de sécurité. Les vetos ont été surmontés plus tard soit par des changements dans les circonstances géopolitiques, soit par des « accords globaux » en vertu desquels le Conseil de sécurité a approuvé plusieurs nouveaux États membres en même temps, comme cela a été fait avec une douzaine de pays en 1955 et avec l'Allemagne de l'Est et de l'Ouest en 1973.
| État                                | Statut d'observateur accordé | Adhésion | Observateur durant |
| ----------------------------------- | ---------------------------- | -------- | ------------------ |
| Autriche                            | 1952                         | 1955     | 3 ans              |
| Bangladesh                          | 1973                         | 1974     | 1 an               |
| Corée du Nord                       | 1973                         | 1991     | 18 ans             |
| République démocratique du Viêt Nam | 1975                         | 1975     | 1 an               |
| Allemagne de l'Ouest                | 1952                         | 1973     | 21 ans             |
| Finlande                            | 1952                         | 1955     | 3 ans              |
| République démocratique allemande   | 1972                         | 1973     | 1 an               |
| Italie                              | 1952                         | 1955     | 3 ans              |
| Japon                               | 1952                         | 1956     | 4 ans              |
| Koweït                              | 1962                         | 1963     | 1 an               |
| Monaco                              | 1956                         | 1993     | 37 ans             |
| Corée du Sud                        | 1949                         | 1991     | 42 ans             |
| République du Viêt Nam              | 1952                         | 1975     | 23 ans             |
| Espagne                             | 1955                         | 1955     | moins d'un an      |
| Switzerland                         | 1946                         | 2002     | 56 an              |
| Vietnam                             | 1976                         | 1977     | 1 an               |

## Entités et organisations internationales
De nombreuses organisations intergouvernementales et quelques autres entités (organisations non gouvernementales et autres ayant à de divers degré la personnalité juridique internationale) sont invitées à devenir observateurs à l’Assemblée générale. Certains d'entre eux disposent d'un bureau permanent au siège des Nations unies à New York, tandis que d'autres n'en ont pas ; toutefois, il s'agit du choix de l'organisation et cela n'implique pas de différences dans leur statut.

### Organisation régionale autorisée par ses États membres à parler en son nom
Bien que l’Union européenne (UE) soit un observateur, elle est partie à une cinquantaine d’accords internationaux de l’ONU en tant que seule partie non étatique. Elle participe pleinement à la Commission du développement durable, au Forum sur les forêts et à l’Organisation des Nations unies pour l’alimentation et l’agriculture. Elle a également participé pleinement à certains sommets de l’ONU, comme ceux de Rio et de Kyoto sur le changement climatique, et a notamment accueilli un sommet. En outre, la délégation de l’UE entretient des relations étroites avec les organismes d’aide de l’ONU. En 2011, l’UE s’est vu accorder des pouvoirs renforcés au sein de l’Assemblée générale : le droit de prendre la parole lors des débats, de soumettre des propositions de texte et des amendements, le droit de réponse, de soulever des motions d’ordre et de diffuser des documents.
Dans la résolution adoptée en mai 2011 accordant des droits supplémentaires à l’Union européenne, l’Assemblée générale des Nations unies a décidé que des dispositions similaires pourraient être adoptées pour toute autre organisation régionale autorisée à parler au nom de ses États membres,.
| Organisation ou entité | Date d'octroi du statut d'observateur                                                                           | Type d'entité |
| ---------------------- | --- | --- |
| Union européenne       | 11 octobre 1974 (A/RES/3208 (XXIX)) : statut d'observateur 10 mai 2011 (A/RES/65/276), : droits supplémentaires | Le seul observateur qui opère à travers un système hybride d’intergouvernementalisme et de supranationalisme, ce qui lui confère certaines qualités étatiques. |

### Organisations intergouvernementales
Les organisations qui ont une représentation permanente au siège de l’ONU sont marquées en gras.
| Organisation | Date de l'octroi du statut d'observateur                                       |
| --- | ------------------------------------------------------------------------------ |
| Banque africaine de développement | 28 octobre 1987 (A/RES/42/10)                                                  |
| Union africaine anciennement Organisation de l'unité africaine                                                                         | 11 octobre 1965 (A/RES/2011(XX)) 15 août 2002 (décision de l'Assemblée 56/475) |
| Agence pour l'interdiction des armes nucléaires en Amérique Latine et aux Caraïbes                                                     | 17 octobre 1988 (A/RES/43/6)                                                   |
| Communauté andine | 22 octobre 1997 (A/RES/52/6)                                                   |
| Ligue arabe anciennement Ligue des États arabes                                                                                        | 1er novembre 1950 (A/RES/477 (V))                                              |
| Bureau de recherche macroéconomique de l'ASEAN+3                                                                                       | 7 décembre 2017 (A/RES/72/126)                                                 |
| Organisation consultative juridique asiatique-africaine anciennement Comité consultatif juridique asiatique-africain                   | 13 octobre 1980 (A/RES/35/2)                                                   |
| Banque asiatique de développement | 19 novembre 2002 (A/RES/57/30)                                                 |
| Organisation asiatique de coopération forestière (AFoCO)                                                                               | 15 décembre 2020 (A/RES/75/149)                                                |
| Banque asiatique d'investissement pour les infrastructures                                                                             | 28 décembre 2018 (A/RES/73/216)                                                |
| Association des États de la Caraïbe | 15 octobre 1998 (A/RES/53/5)                                                   |
| ASEAN | 4 décembre 2006 (A/RES/61/44)                                                  |
| Communauté caribéenne (CariCom) | 17 octobre 1992 (A/RES/46/8)                                                   |
| CAF – Corporación Andina de Fomento anciennement Corporation andine de développement                                                   | 14 décembre2012 (A/RES/67/101)                                                 |
| Banque centraméricaine pour l'intégration économique                                                                                   | 13 décembre 2016 (A/RES/71/157)                                                |
| Système d'intégration centraméricain (SICA)                                                                                            | 19 octobre 1995 (A/RES/50/2)                                                   |
| Programme régional asiatique de coopération économique (CAREC)                                                                         | 22 décembre 2020 (A/RES/75/148)                                                |
| Initiative centre-européenne | 13 janvier 2012 (A/RES/66/111)                                                 |
| Organisation du traité de sécurité collective                                                                                          | 2 décembre 2004 (A/RES/59/50)                                                  |
| Common Fund for Commodities | 23 novembre 2005 (A/RES/60/26)                                                 |
| Communauté des États indépendants | 24 mars 1994 (A/RES/48/237)                                                    |
| Secrétariat du Commonwealth | 18 octobre 1976 (A/RES/31/3)                                                   |
| Communauté des pays de langue portugaise                                                                                               | 26 octobre 1999 (A/RES/54/10)                                                  |
| Communauté des États sahélo-sahariens                                                                                                  | 12 décembre 2001 (A/RES/56/92)                                                 |
| Conférence des Ministres de la justice des pays ibéro-américains                                                                       | 21 décembre 2016 (A/RES/71/153)                                                |
| Conférence pour l'interaction et les mesures de confiance en Asie                                                                      | 6 décembre 2007 (A/RES/62/77)                                                  |
| Conseil de l'Europe | 17 octobre 1989 (A/RES/44/6)                                                   |
| D-8 | 18 décembre 2014 (A/RES/69/129)                                                |
| Communauté d'Afrique de l'Est | 9 décembre 2003 (A/RES/58/86)                                                  |
| Communauté économique des États de l'Afrique centrale                                                                                  | 12 décembre 2000 (A/RES/55/161)                                                |
| Communauté économique des États de l'Afrique de l'Ouest                                                                                | 2 décembre 2004 (A/RES/59/51)                                                  |
| Organisation de coopération économique                                                                                                 | 13 octobre 1993 (A/RES/48/2)                                                   |
| Conférence de la Charte de l'énergie                                                                                                   | 6 décembre 2007 (A/RES/62/75)                                                  |
| Banque eurasiatique de développement                                                                                                   | 6 décembre 2007 (A/RES/62/76)                                                  |
| Union économique eurasiatique anciennement Communauté économique eurasiatique                                                          | 9 décembre 2003 (A/RES/58/84)                                                  |
| Groupe eurasiatique de lutte contre le blanchiment d'argent et le financement du terrorisme                                            | 7 décembre 2017 (A/RES/72/127)                                                 |
| Organisation européenne pour la recherche nucléaire                                                                                    | 14 décembre 2012 (A/RES/67/102)                                                |
| Organisation européenne de droit public                                                                                                | 19 janvier 2019 (A/RES/73/215)                                                 |
| Fonds pour le développement des peuples indigènes d'Amérique Latine et de la Caraïbes                                                  | 18 décembre 2017 (A/RES/72/128)                                                |
| Global Dryland Alliance | 22 décembre 2020 (A/RES/75/150)                                                |
| Fonds mondial de lutte contre le sida, la tuberculose et le paludisme                                                                  | 19 décembre 2009 (A/RES/64/122)                                                |
| Global Green Growth Institute | 16 août 2013 (A/RES/68/191)                                                    |
| Groupe des Sept + | 18 décembre 2019 (A/RES/74/196)                                                |
| Organisation pour la démocratie et le développement                                                                                    | 9 décembre 2003 (A/RES/58/85)                                                  |
| Conseil de coopération du Golfe Conseil de coopération des États arabes du Golfe                                                       | 6 décembre 2007 (A/RES/62/78)                                                  |
| Conférence de La Haye de droit international privé                                                                                     | 23 novembre 2005 (A/RES/60/27)                                                 |
| Conférence ibéro-américaine | 23 novembre 2005 (A/RES/60/28)                                                 |
| Commission de l'océan Indien | 4 décembre 2006 (A/RES/61/43)                                                  |
| Association des États riverains de l'océan Indien                                                                                      | 18 décembre 2015 (A/RES/70/123)                                                |
| Banque interaméricaine de développement                                                                                                | 12 novembre 2000 (A/RES/55/160)                                                |
| Centre international pour le développement des politiques migratoires                                                                  | 10 novembre 2002 (A/RES/57/31)                                                 |
| Chambre de commerce internationale | 21 novembre 2016 (A/RES/71/156)                                                |
| Conférence internationale sur la région des Grands Lacs                                                                                | 19 décembre 2009 (A/RES/64/123)                                                |
| Organisation internationale de police criminelle (Interpol)                                                                            | 15 octobre 1996 (A/RES/51/1)                                                   |
| Organisation internationale de droit du développement                                                                                  | 12 décembre 2001 (A/RES/56/90)                                                 |
| Fonds international pour sauver la Mer d'Aral                                                                                          | 11 décembre 2008 (A/RES/63/133)                                                |
| Organisation hydrographique internationale                                                                                             | 12 décembre 2001 (A/RES/56/91)                                                 |
| Institut international pour la démocratie et l'assistance électorale                                                                   | 9 décembre 2003 (A/RES/58/83)                                                  |
| Institut international pour l'unification du droit privé                                                                               | 18 décembre 2013 (A/RES/68/121)                                                |
| Organisation internationale sur le bambou et le rotin                                                                                  | 7 décembre 2017 (A/RES/72/125)                                                 |
| Francophonie | 10 novembre 1978 (A/RES/33/18) 18 décembre 1998 (A/RES/53/453)                 |
| Agence internationale pour les énergies renouvelables                                                                                  | 13 janvier 2012 (A/RES/66/110)                                                 |
| Alliance solaire internationale | 10 décembre 2021 (A/RES/76/123)                                                |
| Union internationale pour la conservation de la nature                                                                                 | 17 décembre 1999 (A/RES/54/195)                                                |
| Organisation internationale de la jeunesse ibéro-américaine                                                                            | 21 décembre 2016 (A/RES/71/154)                                                |
| Banque islamique de développement | 28 mars 2007 (A/RES/61/259)                                                    |
| Institut italo-latinoaméricain | 6 décembre 2007 (A/RES/62/74)                                                  |
| Système économique latino-américain (SELA)                                                                                             | 13 octobre 1980 (A/RES/35/3)                                                   |
| Association latino-américaine d'intégration                                                                                            | 23 novembre 2005 (A/RES/60/25)                                                 |
| Parlement latino-américain | 14 octobre 1993 (A/RES/48/4)                                                   |
| Fonds de l'OPEP pour le développement international                                                                                    | 4 décembre 2006 (A/RES/61/42)                                                  |
| Organisation de coopération et de développement économiques (OCDE)                                                                     | 15 octobre 1998 (A/RES/53/6)                                                   |
| Pays d'Afrique, Caraïbes et Pacifique anciennement Groupe d'États africains, caribéen et pacifiques                                    | 15 octobre 1981 (A/RES/36/4)                                                   |
| Organisation des États de la Caraïbe orientale                                                                                         | 2 décembre 2004 (A/RES/59/52)                                                  |
| Organisation de la coopération islamique anciennement Organisation de la Conférence islamique                                          | 15 octobre 1975 (A/RES/3369 (XXX))                                             |
| Organisation de coopération économique de la mer Noire                                                                                 | 8 octobre 1999 (A/RES/54/5)                                                    |
| Organisation pour la sécurité et la coopération en Europe(OSCE)                                                                        | 13 octobre 1993 (A/RES/48/5)                                                   |
| Organisation des États américains (OÉA                                                                                                 | 18 octobre 1948 (A/RES/253 (III))                                              |
| Forum des îles du Pacifique | 17 octobre 1994 (A/RES/49/1)                                                   |
| Assemblée parlementaire de la Méditerranée                                                                                             | 16 décembre 2009 (A/RES/64/124)                                                |
| Partners in Population and Development                                                                                                 | 19 novembre 2002 (A/RES/57/29)                                                 |
| Cour permanente d'arbitrage | 13 octobre 1993 (A/RES/48/3)                                                   |
| Centre régional pour les armes légères et de petits calibre dans la région des Grands Lacs, la Corne de l'Afrique et les États voisins | 6 décembre 2007 (A/RES/62/73)                                                  |
| Organisation de coopération de Shanghai                                                                                                | 2 décembre 2004 (A/RES/59/48)                                                  |
| Association sud-asiatique pour la coopération régionale                                                                                | 2 décembre 2004 (A/RES/59/53)                                                  |
| Centre Sud | 11 décembre 2008 (A/RES/63/131)                                                |
| Communauté de développement d'Afrique australe                                                                                         | 2 décembre 2004 (A/RES/59/49)                                                  |
| Union pour la Méditerranée | 18 décembre 2015 (ARES/70/124)                                                 |
| Union des nations sud-américaines (UNASUR)                                                                                             | 9 décembre 2011 (A/RES/66/484)                                                 |
| Université pour la paix | 11 décembre 2008 (A/RES/63/132)                                                |
| Organisation mondiale des douanes anciennement Conseil de coopération douanière                                                        | 23 mars 1999 (A/RES/53/216)                                                    |

### Agences spécialisées et organisations apparentées
Certaines agences spécialisées des Nations unies et organisations apparentées disposent d'une représentation permanente au siège de l'ONU, d'autres ont reçu le statut automatiquement depuis leur création (c'est-à-dire sans l'adoption de résolutions de l'Assemblée générale).
| Organisation ou entité                                                                            | Date d'octroi du statut d'observateur |
| ------------------------------------------------------------------------------------------------- | ------------------------------------- |
| Organisation des Nations unies pour l'alimentation et l'agriculture                               |                                       |
| Agence internationale de l'énergie atomique                                                       |                                       |
| Cour pénale internationale                                                                        | 13 septembre 2004 (A/RES/58/318)      |
| Fonds international de développement agricole                                                     |                                       |
| Organisation internationale du travail                                                            |                                       |
| Fonds monétaire international                                                                     |                                       |
| Organisation internationale pour les migrations                                                   | 16 octobre 1992 (A/RES/47/4)          |
| Autorité internationale des fonds marins                                                          | 24 octobre 1996 (A/RES/51/6)          |
| Union internationale des télécommunications                                                       |                                       |
| Tribunal international du droit de la mer                                                         | 17 décembre 1996 (A/RES/51/204)       |
| Commission préparatoire de l'Organisation du Traité d'interdiction complète des essais nucléaires |                                       |
| Organisation des Nations unies pour l'éducation, la science et la culture                         |                                       |
| Organisation des Nations unies pour le développement industriel                                   |                                       |
| Banque mondiale                                                                                   |                                       |
| Organisation Mondiale de la Santé                                                                 |                                       |
| Organisation mondiale de la propriété intellectuelle                                              |                                       |
| Organisation météorologique mondiale                                                              |                                       |

### Autres entités
Les cinq entités suivantes disposent d'une représentation permanente au siège de l’ONU.
| Organisation ou entité                                                         | Date d'octroi du statut d'observateur |
| ------------------------------------------------------------------------------ | ------------------------------------- |
| Comité international de la Croix-Rouge                                         | 16 octobre 1990 (A/RES/45/6)          |
| Fédération internationale des sociétés de la Croix-Rouge et du Croissant-Rouge | 19 octobre 1994 (A/RES/49/2)          |
| Comité international olympique                                                 | 20 octobre 2009 (A/RES/64/3)          |
| Union interparlementaire                                                       | 19 novembre 2002 (A/RES/57/32)        |
| Ordre souverain militaire de Malte                                             | 24 août 1994 (A/RES/48/265)           |

### Anciens observateurs
| Organisation ou entité                               | Date d'octroi du statut d'observateur | Type d'entité |
| ---------------------------------------------------- | ------------------------------------- | --- |
| Organisation du peuple du Sud-Ouest africain (SWAPO) | 1976 (A/RES/31/152) ,                 | La SWAPO, un mouvement de libération du Sud-Ouest africain, a obtenu le statut d'observateur avec le droit de diffuser des communications sans intermédiaire à partir de 1976. Cela a pris fin en 1990 lorsque la République de Namibie a accédé à la souveraineté et a adhérer aux Nations unies et que la SWAPO a été transformée en parti politique. |

De plus, en 1974, le Congrès national africain et le Congrès panafricain d'Azanie ont été invités en tant qu'observateurs « sur une base régulière » auprès des organes subsidiaires de l'Assemblée générale, tels que la CNUCED.

## Voir également
- États membres des Nations unies
- Liste des représentants permanents actuels auprès des Nations unies